# Potamites strangulatus
Potamites strangulatus — вид ящірок родини гімнофтальмових (Gymnophthalmidae). Мешкає в Еквадорі і Перу.

## Поширення і екологія
Potamites strangulatus мешкають на східних схилах Анд в Еквадорі і Перу. Вони живуть у вологих тропічних лісах, на узліссях і в галерейних лісах. Зустрічаються на висоті від 200 до 1600 м над рівнем моря.